# Cryptophis nigrostriatus
Cryptophis nigrostriatus (чорносмуга змія) — вид отруйних змій родини аспідових (Elapidae). Мешкає в Австралії і Новій Гвінеї.

## Опис
Довжина чорносмугої змії становить 50 см. Верхня частина тіла червонувато-коричнева або рожева, через спину іде чорна смуга, голова темна.

## Поширення і екологія
Чорносмугі змії поширені в штаті Квінсленд на сході Австралії, на островах Торресової Протоки, та на півдні Нової Гвінеї, в регіоні Транс-Флай. Вони живуть в сухих склерофільних лісах і рідколіссях, трапляються поблизу людських поселень. Ведуть нічний, прихований спосіб життя, ховаються серед повалених дерев і опалого листя. Живляться дрібними сцинками. Живородні, народжують 6 дитинчат.